# Phreatophasma
Phreatophasma — вимерлий рід синапсидів із середньої перми (приблизно 270 мільйонів років тому). Він включає лише один вид, Phreatophasma aenigmatum, який сам по собі відомий з однієї стегнової кістки, знайденої в шахті поблизу міста Белебей в Башкортостані. Оскільки вид базується на одному зразку з невеликою кількістю діагностичних анатомічних особливостей, залишається невизначеність щодо його місця у філогенії чотириногих. Спочатку інтерпретована в 1954 році палеонтологом Іваном Єфремовим як загадкова «тероморфна» синапсида (звідси її видова назва aenigmatum). Пізніше описаний як therapsid incertae sedis американським палеонтологом Альфредом Ромером у 1956 році, а потім як член родини базальних синапсидів під назвою Caseidae, починаючи з Еверетта С. Олсона в 1962 році. Пізніше класифікація Олсона була підтримана канадським палеонтологом Робертом Райсом у 1986 році та американським палеонтологом Робертом Л. Керроллом у 1988 році. Івахненеко та ін. (1997) і Maddin et al. (2008) обидва вважали Phreatophasma невизначеним синапсидом.
Голубєв (2000) висунув гіпотезу, що Phreatophasma — це не синапсид, а радше лепторофінова парарептилія, тісно пов1язана з Biarmica та Leptoropha (обидва з яких зараз вважаються сеймуріаморфами), оскільки всі три були знайдені в одній сукупності викопних решток і подібні анатомічно. Ще одним доказом, який підтверджує близьку спорідненість, було те, що всі троє були знайдені в перехідних морських відкладеннях у складі (Phreatophasma у плечоного- й мохуватко-вмісного вапняку, а Biarmica та Leptoropha у лагунних і дельтових відкладеннях), умови, які не є типовими для наземних синапсидів, але можливий для напівводних сеймуріаморфів.
Останнє дослідження фреатофазми з використанням сучасних знань про посткраніальну анатомію синапсидів відхилило спорідненість між терапсидами та сеймуріаморфами. Філогенетичний аналіз виявив, що цей вид є основним членом Caseidae, позиція, яка мала важливі наслідки для еволюції цієї родини. Це лише другий приклад казеїди з палео-помірного регіону Росії, і він не має тісного зв’язку з першим (тектон Ennatosaurus), що означає щонайменше дві різні події розповсюдження від палеоекваторіальних до помірних широт. Це також означає, що ряд плезіоморфних характеристик казеїдів, включаючи малий розмір тіла та відносно довгу стегнову кістку, зберігалися аж до середини пермського періоду, коли казеїди були представлені великими травоїдними таксонами.